# 하이딜린 디아스
하이딜린 프란시스코 디아스(타갈로그어: Hidilyn Francisco Diaz, 1991년 2월 20일~)는 필리핀의 역도 선수이다. 2008년 하계 올림픽을 시작으로 올림픽에 4번 출전했고, 2016년 하계 올림픽에서 은메달, 2020년 하계 올림픽에서는 금메달을 획득했다. 2020년 대회에서 획득한 금메달은 필리핀 최초의 올림픽 금메달이다.